# Sophronica subgrossepuncticollis
Sophronica subgrossepuncticollis là một loài bọ cánh cứng trong họ Cerambycidae.